# Grandmaster Flash and the Furious Five
Grandmaster Flash and the Furious Five - один із впливових американських хіп-хоп гуртів, що утворився в Південному Бронксі в Нью-Йорку в 1978 році.

## Історія

### Освіта і перші роки
До утворення Furious Five Grandmaster Flash працював з колективом «L Brothers», який складався з «Mean Gene» Лівінгстона, Клаудіо Лівінгстона і Grand Wizard Theodore. У такому складі вони виступали по будинках і благодійних вечіркам в околицях Південного Бронксу протягом трьох років. Однак, тільки в 1977 році, Grandmaster Flash почав співпрацювати з такими реперами як Kurtis Blow. Grandmaster Flash тоді залучив до участі у творчості своїх друзів Cowboy, Kidd Creole and Melle Mel. Тріо назвало себе Three MC's і працювало з Grandmaster Flash, надалі до них приєдналися Mr. Ness / Scorpio (Едді Морріс) and Raheim (Гай Вільямс). Серед перших синглів, які вони випустили, були, «We Rap More Mellow» і жива версія «Flash to the Beat», які вони записали під іменами «Younger Generation and Flash» і «Five», відповідно.
Вони набули популярності місцевого рівня і визнання в середовищі реперів і діджеїв, але тільки після виходу композиції «Rapper's Delight» команди The Sugarhill Gang, яка довела, що музика хіп-хіп може увійти в мейнстрім, почали активну студійну діяльність. У 1979 вони випустили свій перший сингл на Enjoy Records, «Supperrappin '». Згодом, вони переключалися на роботу з Сільвією Робінс з Sugar Hill Records

### Популярність і The Message
У 1980 році гурт дебютував на Sugarhill Records з піснею «Freedom», досягнувши 19 сходинки в R & B чарті і продала більш ніж 50 000 копій. Подальша пісня «Birthday Party» також стала хітом . У 1981 Grandmaster Flash випустив сингл «The Adventures of Grandmaster Flash on the Wheels of Steel», який був повністю складений з семплів (зокрема таких пісень як «Another One Bites the Dust» групи Queen і «Good Times групи Chic»). Фактично це стало першим записом скретча на грамплатівці.
У 1982 році група випустила «The Message». Участь у записі пісні взяли участь Кліфтон «Jiggs» Чейз і Ед «Duke Bootee» Флетчер (останній згодом співпрацював з Melle Mel). Ця пісня викликала політичний і громадський резонанс і стало поштовхом у становленні хіп-хопу як самостійного музичного напрямку. Пісня досягла 4-го рядка в R & B чарті і 62-й рядки в хіт-параді, продала півмільйона копій за місяць і остаточно ввела жанр хіп-хоп в мейнстрім.
Їх дебютний альбом також назвали «The Message». Він став важливою віхою в історії становлення хіп-хопу як культури.

### Розпад
У 1983 році Grandmaster Flash пред'явив позов Sugar Hill Records на $ 5 мільйонів через неоплачені роялті. Це призвело до того, що сингл «White Lines (Don't Don't Do It)» бути випущений від «Grandmaster & Melle Mel». Однак, пісня стала успішною, і зайняла 47 місце в чарті Hot R & B / Hip-Hop Songs журналу Billboard. Інший судовий процес було розпочато, коли стало відомо, що певні елементи пісні були запозичені з «Cavern» групи Liquid Liquid.